# Coenraad de Villiers (ur. 1983)
Coenraad de Villiers (ur. 25 listopada 1983) – południowoafrykański zapaśnik walczący przeważnie w stylu wolnym. Zajął 29. miejsce na mistrzostwach świata w 2006. Złoty medalista igrzysk afrykańskich w 2007. Mistrz Afryki w 2006 i drugi w 2007 i 2008 roku.